# Vriddhi
Der Begriff Vriddhi (Sanskrit: वृद्धि vṛddhi [ˈʋrɪddʰɪ], wörtl. „Wachstum“) bezeichnet in der Grammatik des Sanskrit die stärkste der drei Ablautstufen. Sie wird unter anderem zur Bildung von Ableitungen mit der Bedeutung „zu X gehörig“ eingesetzt. Der Begriff der Vriddhi-Ableitung wird in der Indogermanistik auch für vergleichbare Ableitungen in anderen indogermanischen Sprachen verwandt.

## Vriddhi im Sanskrit
Das Sanskrit kennt ein System der dreifachen Stammabstufung. Hierbei wird die Grundstufe durch einfache Steigerung in die Guna-Stufe (गुण guṇa, „[hoher] Grad“) und durch eine weitere Steigerung in die Vriddhi-Stufe (वृद्धि vṛddhi, „Wachstum“) umgewandelt. Sprachhistorisch geht die Stammabstufung des Sanskrit auf den urindogermanischen Ablaut zurück, wobei die Guna-Stufe eigentlich die Grundstufe darstellt, die zur Schwundstufe geschwächt oder zur Dehnstufe gestärkt wird. Im Sanskrit spielt die dreifache Stammabstufung bei der Flexion eine große Rolle: So erscheint die Wurzel भृ bhṛ „tragen“ im Partizip Perfekt Passiv भृत bhṛta in der Grundstufe, in der Präsensform बिभर्ति bibharti in der Guna-Stufe und in der Perfektform बभार babhāra in der Vriddhi-Form.
| Grundstufe   | –   | इ i, ई ī | उ u, ऊ ū | ऋ ṛ, ॠ ṝ | ऌ ḷ   |
| Guṇa-Stufe   | अ a | ए e      | ओ o      | अर् ar    | अल् al |
| Vṛddhi-Stufe | आ ā | ऐ ai     | औ au     | आर् ār    | –     |

## Vriddhi-Ableitung
Die Vriddhi-Ableitung ist eine Form der Ableitung, bei dem das abgeleitete Wort durch Längung des Vokals in die Vriddhi-Stufe gebildet wird. Es drückt die Bedeutung „zu X gehörig“ aus. Im Sanskrit ist die Vriddhi-Ableitung ein äußerst produktives Mittel zur Wortbildung. Beispielsweise wird vom Namen des Religionsstifters जिन Jina die Vriddhi-Ableitung जैन jaina „zu Jina gehörig, Anhänger des Jainismus“, gebildet. Auch Patronyme werden oft durch die Vriddhi-Ableitung gebildet. So wird etwa vom Namen कुरु Kuru die Bezeichnung कौरव Kaurava, „Nachfahre des Kuru“ abgeleitet.
Außer im Sanskrit findet sich die Vriddhi-Ableitung auch in anderen indogermanischen Sprachen. Im Germanischen handelt es sich um ein hochaltertümliches Bildungsmittel, das in Wortpaaren wie Hahn – Huhn (ursprünglich „zum Hahn gehörig“) fortdauert. Fälle wie Schwager – Schwäher zeigen, dass die Bildungen vor Eintritt des Vernerschen Gesetzes erfolgt sein müssen.